# Makia tripunctata
Makia tripunctata är en insektsart som först beskrevs av Mahmood 1967.  Makia tripunctata ingår i släktet Makia och familjen dvärgstritar.
Artens utbredningsområde är Filippinerna. Inga underarter finns listade i Catalogue of Life.